# Північний фронт (Друга світова війна)
Півні́чний фронт — оперативно-стратегічне об'єднання радянських військ з 24 червня 1941 до 26 серпня 1941 у Другій світовій війні.

## Командувачі
- генерал-лейтенант Попов М. М. (червень — серпень 1941).